# ماري توم
ماري توم (بالإنجليزية: Mary Thom)‏ (3 يونيو 1944 – 26 أبريل 2013) كاتبة ومحررة نسوية أمريكية. وهي واحدة من بين منشئي مجلة مس. ومحررة بها طوال مدة عشرين سنة. في 1992، غادرت توم المجلة وفي 1997 كتبت عن تجربتها التحريرة في المجلة في كتاب بعنوان داخل مجلة مس: 25 سنة من التحرير النضال النسائي.
في وقت قريب من وفاتها، اشتغلت رئيسة تحرير في المركز الإعلامي النسائي. لقبتها هناك غلوريا ستاينم بأنها واحدة من أفضل المحررات المناضلات النسائيات.

## حياتها وتعليمها
ولدت توم في 3 يونيو 1944 بآكرون، الولايات المتحدة. كان والدها مهندسا في صناعة الصلب. كانت توم مولوعة بموسيقى الجاز وكتابات شكسبير، وهما أهم دافعيين لها لدخول عالم النشاط الحقوقي. تخرجت من جامعة برين ماور في 1966. أيدت كل من الحركة المناهضة للحرب والحقوق المدنية وعملت على جمع تبرعات لفائدة لجنة طلاب بلا عنف.

## عملها
أصبحت توم محررة في مجلة مس. في 1972، ثم رئيسة تحرير في 1990. أثناء فترة عملها في مس. أنشئت نظام تقييم سياسي وتم اعتماده كجزء من المجلة. غادرت العمل في المجلة سنة 1992.

## حياتها الأخيرة ووفاتها
عاشت توم وعملت في نيويورك حيث لم تتزوج قط. وعملت في فترة حياتها الأخيرة لرئيسة تحرير في المركز الإعلامي النسائي. كانت مولوعة بالدراجات النارية. حيث توفيت في 23 أبريل 2013 بحادث سير في يونكيرس بنيويورك.

## روابط خارجية
- صفحتها الشخصية على موقع المركز الإعلامي النسائي.